# Верхний Эмс
Верхний Эмс (фр. Ems-Supérieur) — административная единица Первой французской империи, располагавшаяся примерно на стыке современных германских федеральных земель Нижняя Саксония и Северный Рейн-Вестфалия. Название департамента происходит от реки Эмс.
Департамент был создан 1 января 1811 года.
После разгрома Наполеона эти земли в основном вошли в состав королевства Ганновер.